# قائمة طياري حرب الخليج الثانية حسب الانتصارات
فيما يلي قائمة طياري القوات الجوية في حرب الخليج الثانية من حيث عدد الانتصارات الجوية.

## قائمة الانتصارات الجوية الجوية
| الاسم              | البلد            | الخدمة            | الطائرة                              | الانتصارات | الملاحظات |
| ------------------ | ---------------- | ----------------- | ------------------------------------ | ---------- | --- |
| توماس ديتز         | الولايات المتحدة | القوات الجوية     | إف-15 إيغل                           | 3          | — |
| روبرت هيهيمان      | الولايات المتحدة | القوات الجوية     | إف-15 إيغل                           | 3          | تقريا قتل اثنين آخرين في معركة جوية أخرى. |
| سيزار رودريغيز     | الولايات المتحدة | القوات الجوية     | إف-15 إيغل                           | 2          | انتصر رودريجيز في معركة جوية جوية أخرى في عام 1999 فوق يوغوسلافيا.                                                                                                |
| روري دريغر         | الولايات المتحدة | القوات الجوية     | إف-15 إيغل                           | 2          | — |
| روبرت غريتر        | الولايات المتحدة | القوات الجوية     | إف-15 إيغل                           | 2          | الانتصار الثاني كان مناورة على الأرض الطائرة غير المسلحة جنرال ديناميكس-غرومان إي إف-111أيه رافن. تلقى غريتر الفضل في القتل لأنه طارد مقاتلة عراقية في ذلك الوقت. |
| جاي ديني           | الولايات المتحدة | القوات الجوية     | إف-15 إيغل                           | 2          | — |
| أنتوني ميرفي       | الولايات المتحدة | القوات الجوية     | إف-15 إيغل                           | 2          | — |
| بنيامين باول       | الولايات المتحدة | القوات الجوية     | إف-15 إيغل                           | 2          | — |
| عايض الشمراني      | السعودية         | القوات الجوية     | إف-15 إيغل                           | 2          | أسقط طائرتي ميراج عراقيتين، كانتا تحاولان تفجير مصفاة نفط سعودية. كان الطيار غير الأمريكي الوحيد من قوات التحالف الذي أسقط طائرات.                                |
| مارك فوكس          | الولايات المتحدة | البحرية           | إف/إيه-18 هورنت                      | 1          | — |
| ستيوارت بروس       | الولايات المتحدة | البحرية           | إف-14 توم كات                        | 1          | — |
| دانيال بوك         | الولايات المتحدة | القوات الجوية     | ماكدونيل دوغلاس إف-15 إي سترايك إيغل | 1          | كان النقي دانيال بوك ضابط أنظمة التسليح للنقيب ريتشارد بينيت. |
| ريتشارد بينيت      | الولايات المتحدة | القوات الجوية     | ماكدونيل دوغلاس إف-15 إي سترايك إيغل | 1          | يعرف بأنه الوحيد الذي قصف طائرة أخرى في الجو. |
| جون دونيسكي        | الولايات المتحدة | القوات الجوية     | إف-15 إيغل                           | 1          | — |
| جون كيلك           | الولايات المتحدة | القوات الجوية     | إف-15 إيغل                           | 1          | — |
| تشارلز ماغيل       | الولايات المتحدة | قوات مشاة البحرية | إف-15 إيغل                           | 1          | — |
| غريغ ماسترز        | الولايات المتحدة | القوات الجوية     | إف-15 إيغل                           | 1          | — |
| رونالد ماك إلكرافت | الولايات المتحدة | البحرية           | إف-14 توم كات                        | 1          | يعود الفضل للقائد رون ماك إلكرافت بالقتل كضابط اعتراض الرادار للملازم ستيوارت بروس.                                                                               |
| نيكولاس مونغيلو    | الولايات المتحدة | البحرية           | إف/إيه-18 هورنت                      | 1          | — |
| ريك بارسونز        | الولايات المتحدة | القوات الجوية     | إف-15 إيغل                           | 1          | — |
| لورانس بيتس        | الولايات المتحدة | القوات الجوية     | إف-15 إيغل                           | 1          | — |
| ديفيد براذر        | الولايات المتحدة | القوات الجوية     | إف-15 إيغل                           | 1          | — |
| ديفيد روز          | الولايات المتحدة | القوات الجوية     | إف-15 إيغل                           | 1          | — |
| أنتوني شيافي       | الولايات المتحدة | القوات الجوية     | إف-15 إيغل                           | 1          | — |
| تود شيهي           | الولايات المتحدة | القوات الجوية     | إف-15 إيغل                           | 1          | — |
| روبرت سوين         | الولايات المتحدة | القوات الجوية     | إيه-10 ثاندر بولت الثانية            | 1          | حقق النقيب روبرت سوين انتصار جوي بطائرة إيه-10 ثاندر بولت الثانية وهي طائرة دعم جوي ليست مصممة للقتال الجوي. يبقى النصر الجوي الوحيد من هذا النوع من الطائرات.    |
| ستيفن تايت         | الولايات المتحدة | القوات الجوية     | إف-15 إيغل                           | 1          | — |
| ريتشارد توليني     | الولايات المتحدة | القوات الجوية     | إف-15 إيغل                           | 1          | — |
| كريغ أندرهيل       | الولايات المتحدة | القوات الجوية     | إف-15 إيغل                           | 1          | — |
| دونالد واتروس      | الولايات المتحدة | القوات الجوية     | إف-15 إيغل                           | 1          | — |
| جميل صيهود         | العراق           | القوة الجوية      | ميكويان ميج-29                       | 1          | اسقطه سيزار رودريغيز في منافسة حادة في وقت لاحق. |
| زهير داود          | العراق           | القوة الجوية      | ميكويان جيروفيتش ميج-25              | 1          | الفضل يعود إليه في إسقاط القائد مايكل سبايكر وهي الخسارة الوحيدة للولايات المتحدة في الحرب.                                                                       |
| نافع الجبوري       | العراق           | القوة الجوية      | داسو ميراج إف1                       | 1          | الفضل يعود إليه في المناورة الجوية مع إيه إف 111 التي تحطمت على الأرض أثناء محاولتها الهرب من صاروخ أطلقه الجبوري.                                                |
| ستيفن دينغي        | الولايات المتحدة | القوات الجوية     | إف-15 إيغل                           | 0.5        | النقيب ستيفن دينغي والنقيب مارك ماكنزي اشتركا في إسقاط طائرة هليكوبتر من طراز إم ي-8.                                                                             |
| مارك ماكنزي        | الولايات المتحدة | القوات الجوية     | إف-15 إيغل                           | 0.5        | النقيب ستيفن دينغي والنقيب مارك ماكنزي اشتركا في إسقاط طائرة هليكوبتر من طراز إم ي-8.                                                                             |

## قتل غير رسمي
| الاسم       | البلد            | الخدمة        | الطائرة                                 | الانتصارات | الملاحظات                           |
| ----------- | ---------------- | ------------- | --------------------------------------- | ---------- | ----------------------------------- |
| جيمس دينتون | الولايات المتحدة | القوات الجوية | جنرال ديناميكس-غرومان إي إف-111أيه رافن | 1          | قتل في مناورة غير مسلحة وغير رسمية. |

كان النقيب جيمس دينتون طيار ناور بطائرة جنرال ديناميكس-غرومان إي إف-111أيه رافن عندما تعرض لهجوم من طائرة داسو ميراج إف1 العراقية. بعد الهروب من عدة صواريخ التي أطلقت عليه فقد تمكن دينتون من استدراج الطيار العراقي إلى مناورة منخفضة الارتفاع عندما تحطمت الطيارة العراقية. دينتون مع ضابط الحرب الإلكترونية النقيب برنت براندون حصلا على وسام نير تحقيق هذا الانتصار. الفضل في القتل ذهب للنقيب روبرت غريتر الذي طارد الطائرة العراقية.